# Kottinghörmanns
Kottinghörmanns ist eine Ortschaft und eine Katastralgemeinde der Gemeinde Schrems im Bezirk Gmünd in Niederösterreich mit 316 Einwohnern (Stand 1. Jänner 2025).

## Geografie
Kottinghörmanns liegt nordwestlich von Schrems an der Waldviertler Straße, von der mehrere Nebenstraßen in das Dorf abzweigen. Der Ort entwässert über einen kleinen Zubringer, der auch den Fuchsteich und den Höfentöckteich speist, in den Braunaubach; im Norden wacht der (586 m ü. A.) hohe Hörmannsberg über den Ort. Zur Ortschaft zählt weiters die Häusergruppe Bräuhäusl im Süden. Am 1. April 2020 umfasste die Ortschaft 168 Adressen.

## Geschichte
Im Jahr 1822 wurde der Ort als Dorf mit 60 Häusern genannt, das nach Schrems eingepfarrt war, wohin auch die Kinder eingeschult wurden. Die Herrschaft Schrems besaß die Ortsobrigkeit, übte die Landgerichtsbarkeit aus, besorgte die Konskription und hatte die Grundherrschaft inne.
Laut Adressbuch von Österreich waren im Jahr 1938 in der Ortsgemeinde Kottinghörmanns zwei Gastwirte, zwei Gemischtwarenhändler und mehrere Landwirte ansässig. Im Zuge der Niederösterreichischen Kommunalstrukturverbesserung trat die damalige Ortsgemeinde Kottinghörmanns per 1. Jänner 1968 der Gemeinde Niederschrems bei. Diese Wiederum trat per 1. Jänner 1972 der Stadtgemeinde Schrems bei.

## Siedlungsentwicklung
Zum Jahreswechsel 1979/1980 befanden sich in der Katastralgemeinde Kottinghörmanns insgesamt 112 Bauflächen mit 38.007 m² und 77 Gärten auf 25.057 m², 1989/1990 waren es 139 Bauflächen. 1999/2000 war die Zahl der Bauflächen auf 532 angewachsen und 2009/2010 waren es 253 Gebäude auf 522 Bauflächen.

## Landwirtschaft
Die Katastralgemeinde ist landwirtschaftlich geprägt. 340 Hektar wurden zum Jahreswechsel 1979/1980 landwirtschaftlich genutzt und 433 Hektar waren forstwirtschaftlich geführte Waldflächen. 1999/2000 wurde auf 301 Hektar Landwirtschaft betrieben und 449 Hektar waren als forstwirtschaftlich genutzte Flächen ausgewiesen. Ende 2018 waren 276 Hektar als landwirtschaftliche Flächen genutzt und Forstwirtschaft wurde auf 443 Hektar betrieben. Die durchschnittliche Bodenklimazahl von Kottinghörmanns beträgt 22,9 (Stand 2010).